# Conchaspis ekebergiae
Conchaspis ekebergiae är en insektsart som beskrevs av Abraham Munting 1964. Conchaspis ekebergiae ingår i släktet Conchaspis och familjen Conchaspididae. Inga underarter finns listade i Catalogue of Life.